# Alfa Romeo Spider

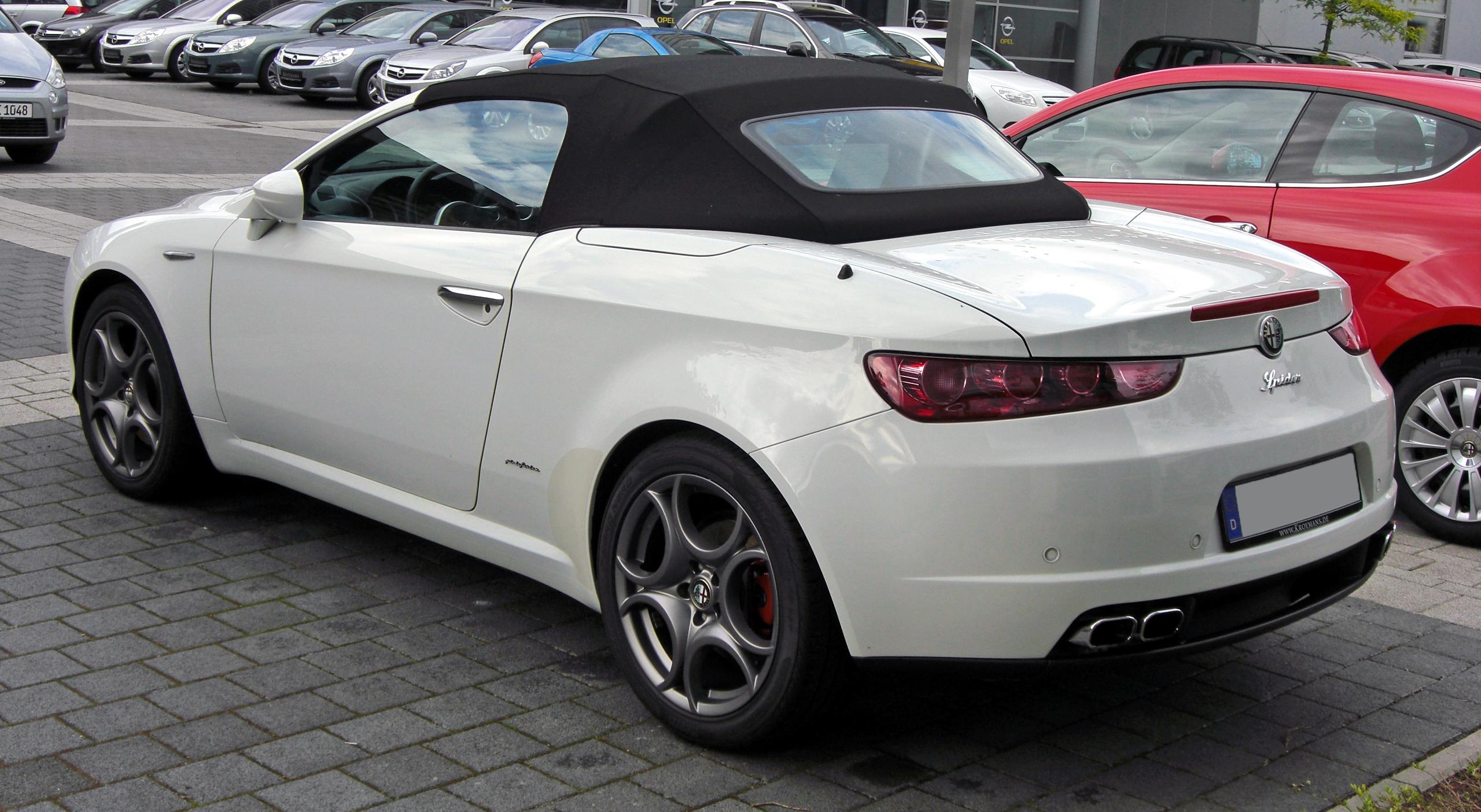
Alfa Romeo Brera Spider (vue arrière)

 (janvier 2024).
Si vous disposez d'ouvrages ou d'articles de référence ou si vous connaissez des sites web de qualité traitant du thème abordé ici, merci de compléter l'article en donnant les références utiles à sa vérifiabilité et en les liant à la section « Notes et références ».
L'Alfa Romeo Spider, (Tipo 939E), également appelée Brera Spider, est un cabriolet sportif du constructeur italien Alfa Romeo de 2006 à 2011 dans l'usine Pininfarina de San Giorgio Canavese. La voiture, une version ouverte du coupé Brera, remplace la précédente Spider (1995). Il s'agit de la version spider/cabriolet de l'Alfa Romeo Brera Coupé. Elle succède à l'Alfa Romeo GTV Spider.

## Histoire
Comme l'Alfa Romeo Brera Coupé, le modèle est issu de l'étude générale du cabinet de design Italdesign de Giorgetto Giugiaro, connu sous la référence Progetto 939 Alfa 159. La partie arrière de la Brera Spider a subi une refonte totale due à Pininfarina. Contrairement à la Brera Coupé, le Spider comporte seulement deux sièges baquets et une capote automatique en alpaga, qui s'ouvre électriquement en 25 secondes. Le volume du coffre reste inchangé, capote ouverte ou fermée.
L'Alfa Romeo Spider a été présentée au Salon de l'automobile de Genève en mars 2006, où elle a été élue « Cabrio of the year 2006 » par un jury de 23 journalistes de 12 pays d'Europe. Deux explaires trônaient sur le stand du constructeur, l'un Rosso Alfa, l'autre Bianco Perlato.
Le Spider existe en diesel avec le 2,4 JTD et en essence avec 3 motorisations le 2,2 JTS, le V6 JTS (Principalement en Q4 mais en 2009 la version 2 roues motrices était disponible) et le dernier né 1750 TBI.

### Restylage de 2008
Au Salon de Genève en mars 2008, Alfa Romeo propose un léger lifting au modèle sans modifier sa ligne parfaite, évolue dans les teintes disponibles de carrosserie et revêtements intérieurs. Le constructeur offre aussi de nouvelle jantes en alliage léger de 18" et, en option, de 19". La motorisation turbodiesel 2.4 JTDm avec boîte manuelle à 6 rapports passe de 200 à 210 Ch DIN mais la version avec boîte automatique Q-Tronic reste à 200 Ch. Une version V6 3.2 JTS essence est proposée avec uniquement la traction avant ce qui a conduit à un allègement de 65 Kg du véhicule. Elle bénéficie également d'un allègement de 40 kg sur toute la gamme grâce à l'utilisation d'aluminium pour certaines pièces.
Les deux niveaux de finition ont été regroupés en un seul, aligné sur le plus complet, avec l'introduction d'options : feux au xénon, airbag passager désactivable, GPS, Blue&Me, sièges chauffants, les jantes en alliage de 18" et 19" (sur demande à partir de 2008) avec pneus 235/45/18" et 235/40/19" et la peinture métallisée (ou Alfa Red).

### Versions MY 2009
En 2009, Alfa Romeo équipe son modèle de nouveaux moteurs afin de respecter la future norme Euro V et pour suivre la fin de l'accord Fiat-GM. Il s'agit du nouveau moteur 1750 TBi, un 4 cylindres en ligne de 1 742 cm3, équipé d'un double variateur de phase continu, d'une injection directe avec turbocompresseur développant une puissance de 200 Ch DIN et un couple de 320 N.m à partir de seulement 1 400 tr/min qui remplace le 2,2 JTS. Cette version restera en production jusqu'à la fin, en novembre 2010. La version 3.2 V6 traction avant n'a pas été reconduite, seule la version Q4 figurait au catalogue jusqu'à la fin.
La version diesel a vu le remplacement du moteur 2.4 par le nouveau moteur Alfa Romeo 2.0 JTDm de 170 Ch DIN, spécialement conçu pour optimiser la consommation et respecter la norme Euro 5 et même anticiper Euro VI.
La production de la gamme Brera Coupé et Spider s'est terminée en 2010, le 15 octobre pour le Coupé et le 10 novembre pour le Spider. Les tout derniers exemplaires ont été immatriculés en début d'année 2011.

## Les différentes versions

### Finitions
La Brera Spider était proposée avec deux niveaux de finition : base et Exclusive. La version de base comprenait : airbags frontaux, latéraux et genoux, climatisation, autoradio lecteur de CD, antibrouillards, contrôle électronique de la stabilité (Alfa Romeo VDC System) et de la traction, capote électrique et jantes en alliage léger. La version Exclusive comprenait en plus : radar de parking arrière, climatisation avec AQS (Air Quality System, avec recyclage automatique en cas de traversée d'un secteur pollué), cruise control, diffusion sonore HI-FI Bose Sound System à 5 canaux plus subwoofer, revêtement des sièges en AlfaTex et cuir, réglage électrique des dossiers et rétroviseurs avec repli à l'arrêt, visibility pack (allumage automatique des phares et des essuie-glaces, capteurs de visibilité et commandes radio au volant).

### Versions spéciales

#### Mille Miglia
La Spider Mille Miglia a été créée pour fêter les 11 victoires obtenues entre 1928 et 1947 par l'écurie Alfa Romeo dans la légendaire course d'endurance des Mille Miglia. Cette version spéciale a été fabriquée en uniquement 11 exemplaires numérotés et comporte une plaque spécifique en argent placée entre les deux sièges. Le modèle a été présenté le 15 mai 2008, précisément lors du départ de la course, et comporte le moteur V6 3,2 JTS 260 ch avec différentiel autobloquant Electronic Q2, carrosserie couleur Rosso 8C, logo Quadrifoglio Verde appliqué sur les ailes avant et revêtement intérieur entièrement en cuir noir avec surpiqûres rouges.

#### White Edition
La Spider White Edition a été présentée en fin d'année 2008 spécialement destinée au marché japonais. Ce modèle était livrable uniquement en blanc métallisé avec l'intérieur entièrement revêtu de cuir rouge avec surpiqûres noires et des jantes argentées avec des étriers de freins rouges. Cette version spéciale a été produite en nombre limité pour le Japon avec le moteur 2.2 JTS Selespeed. En Italie, cette série spéciale n'a jamais été commercialisée mais la peinture blanc métallisé et intérieur en cuir rouge étaient des options disponibles sur tous les modèles de la gamme.

#### Limited Edition
Disponible uniquement aux Royaume-Uni, la Spider Limited Edition a été lancé en 2008 et était disponible en trois coloris. Parmi les améliorations apporté à l'équipement, on compte une sellerie cuir, des jantes alliage de 19" à l'avant et à l'arrière, des sièges électriques chauffant et à mémoire, et le système mains libre Blue&Me. Cette version était disponible avec les moteurs 2.2 JTS, 3.2 JTS et 2.4 JTDm.

#### Italia Independent
Lancée en 2009, la version Italia Independent de la Spider est le fruit d'une collaboration entre Alfa Romeo et le cabinet de design Italia Independent. Elle était équipé de jantes alliage de 18" à l'avant et à l'arrière de style "Turbine", d'un bouchon de remplissage du carburant en aluminium, d'une peinture opaque et de la transmission intégrale Q4. Elle était disponible avec tous les choix de motorisation et de boîtes de vitesses.

## Caractéristiques

### Chaîne cinématique

#### Motorisations
La Spider première série, disposait de 2 moteurs essence produits par Holden (groupe GM) dans l'usine australienne de Port Melbourne, montés transversalement à l'avant, un 4 cylindres en ligne de 2 198 cm3 développant 185 Ch avec une boîte de vitesses manuelle à 6 rapports ou automatique M32 MTA Selespeed en traction, ou un 6 cylindres en V à 60º de 3 195 cm3 de 260 Ch faisant partie de la famille de moteurs GM HF avec une boîte manuelle à 6 rapports ou séquentielle Aisin Q-Tronic en version traction intégrale Q4. Ces deux moteurs sont des JTS (Jet Thrust Stoichiometric) en dotés d'un carter en alliage d'aluminium équipés d'une injection directe high precision et 4 soupapes par cylindre. Le bloc moteur était issu de motorisation GM existante, couplé à des culasses Alfa Roméo spécifique.+

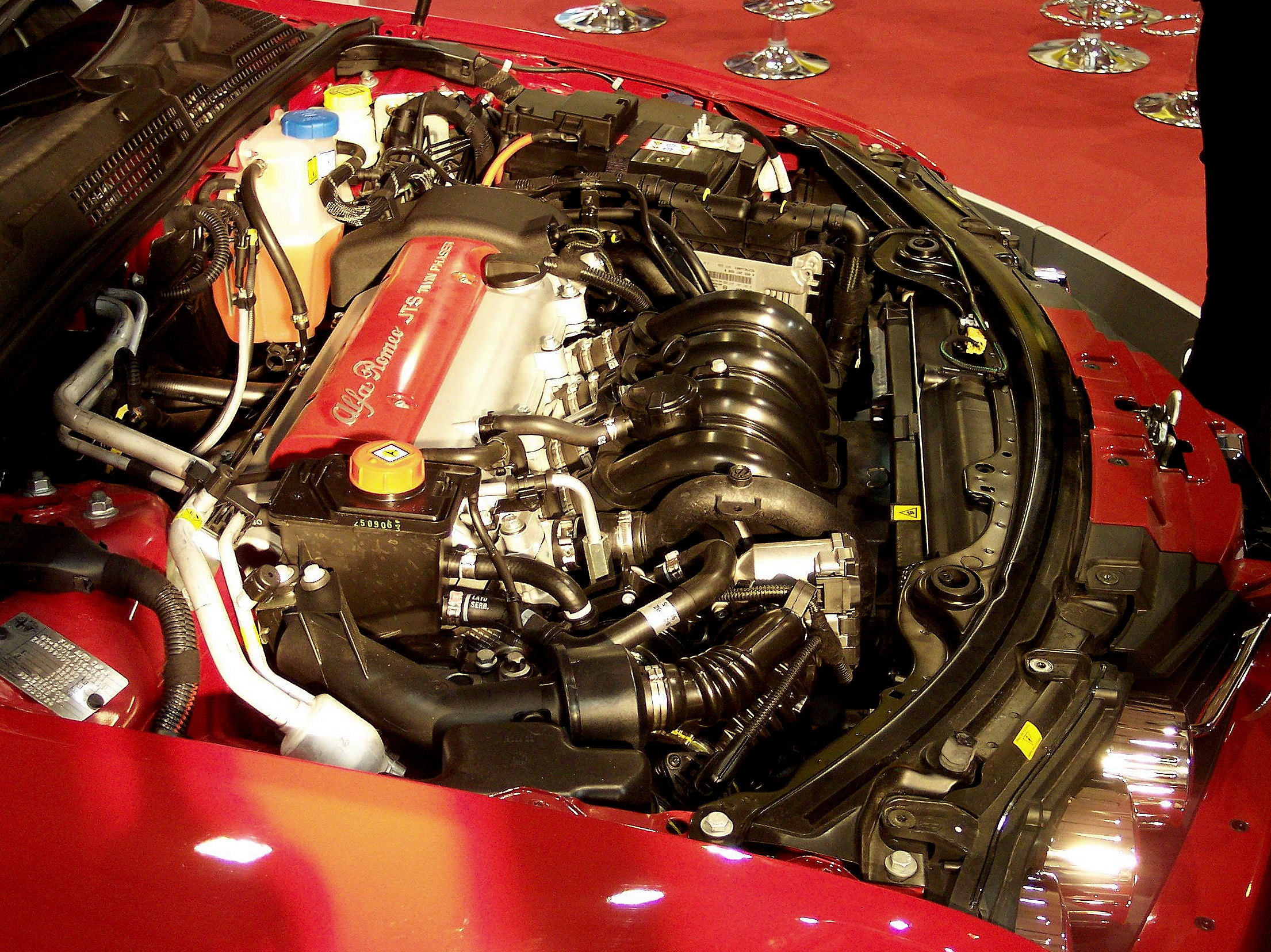
Moteur 2.2 JTS

En 2007, l'offre a été complétée par une motorisation diesel, le 5 cylindres en ligne 2.4 JTDm Euro 4 avec filtre à particules en série développant 200 Ch DIN, portés à 210 Ch en mars 2008. Couplé dans les deux cas à la même boîte manuelle à 6 rapports et à la traction avant. Contrairement aux versions essence, le 2.4 JTDm associé à la transmission automatique Q-Tronic n'a jamais été commercialisé.
| Modèle                    | Années production | Moteur                 | Carburant | Cylindrée cm³ | Puissance Ch DIN (kW) | Couple N.m         | Émission CO2 (g/km) | Accélération 0–100 km/h (secondes) | Vitesse maxi (km/h) | Consommation (l/100 km) |
| 2.2 JTS 16V               | 2006 à 2009       | 4 cylindres en ligne   | Essence   | 2.198         | 185 (136)             | @ 4 500 tr/min 230 | 221                 | 8,8                                | 217                 | 9,4                     |
| 2.2 JTS 16V Selespeed     | 2007 à 2009       | 4 cylindres en ligne   | Essence   | 2.198         | 185 (136)             | @ 4 500 tr/min 230 | 214                 | 8,8                                | 224                 | 9,0                     |
| 3.2 JTS V6                | 2008 à 2009       | 6 cylindres en V à 60° | Essence   | 3.195         | 260 (191)             | @ 4 500 tr/min 322 | 262                 | 7,2                                | 250                 | 11,1                    |
| 3.2 JTS V6 Q4             | 2006 à 2010       | 6 cylindres en V à 60° | Essence   | 3.195         | 260 (191)             | @ 4 500 tr/min 322 | 272                 | 7,0                                | 244                 | 11,5                    |
| 3.2 JTS V6 Q4 Q-Tronic    | 2007 à 2010       | 6 cylindres en V à 60° | Essence   | 3.195         | 260 (191)             | @ 4 500 tr/min 322 | 288                 | 7,2                                | 244                 | 12,2                    |
| 1750 TBi 16V              | 2009 à 2010       | 4 cylindres en ligne   | Essence   | 1.742         | 200 (147)             | @ 1 400 tr/min 320 | 192                 | 7,8                                | 235                 | 8,1                     |
| 2.4 JTDm 20V 200          | 2007 à 2008       | 5 cylindres en ligne   | Diesel    | 2.387         | 200 (147)             | @ 2 000 tr/min 400 | 180                 | 8,4                                | 228                 | 6,8                     |
| 2.4 JTDm 20V Q-Tronic 200 | 2007 à 2010       | 5 cylindres en ligne   | Diesel    | 2.387         | 200 (147)             | @ 2 000 tr/min 400 | 208                 | 8,5                                | 225                 | 7,9                     |
| 2.4 JTDm 20V 210          | 2008 à 2010       | 5 cylindres en ligne   | Diesel    | 2.387         | 209 (154)             | @ 1 750 tr/min 400 | 179                 | 8,1                                | 231                 | 6,8                     |
| 2.0 JTDm 16V 170          | 2009 à 2010       | 4 cylindres en ligne   | Diesel    | 1.956         | 170 (125)             | @ 1 750 tr/min 360 | 142                 | 9,0                                | 218                 | 5,4                     |

### Mécanique
La Spider reprend l'architecture mécanique de sa sœur Brera, basée sur la plateforme Fiat-GM Premium qui utilise une suspension avant à double triangulation haute et une suspension arrière Multilink à 3 bras en acier avec porte-moyeux en aluminium, amortisseurs hydrauliques télescopiques et ressorts hélicoïdaux.
La voiture était équipée de 4 freins à disques Brembo en aluminium à 4 pistons, ventilés à l'avant et à l'arrière sur les versions 2.4 JTDm et 3.2 V6 JTS.
La traction peut être uniquement sur les roues avant, avec le dispositif Electronic Q2 de série, qui simule électroniquement un différentiel autobloquant pour réduire le sous-virage, ou la transmission intégrale Q4 avec différentiel Torsen C.

### Châssis et carrosserie
La structure de l'Alfa Romeo Spider est en tout point identique à celle de la version Brera Coupé, construite sur la plateforme Premium Fiat mise au point pour la 159 berline avec un train avant à quadrilatères hauts déformables et un train arrière Multilink à 3 bras en acier et aluminium.

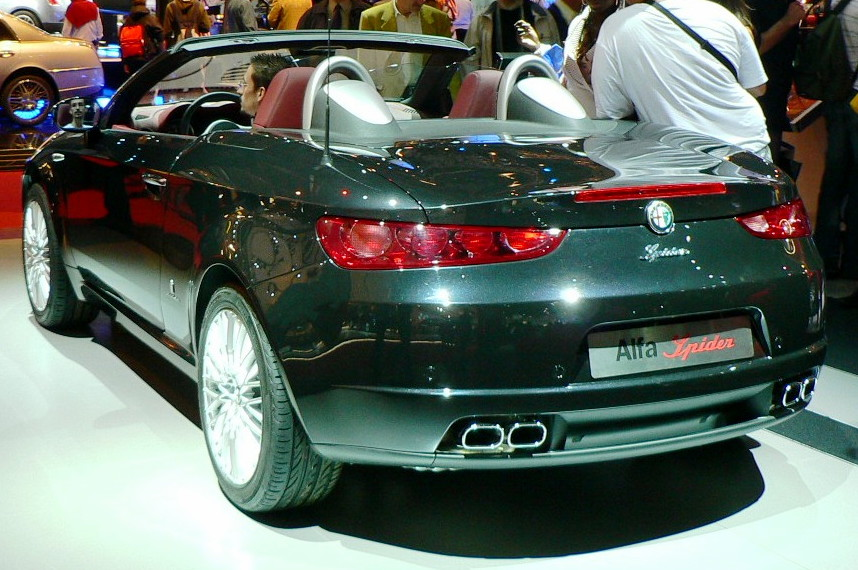
Alfa Romeo Spider décapoté au Mondial de l'Auto de Paris 2006

### Intérieur, options et accessoires
La planche de bord était commune aux 159 berline et Brera mais avec des couleurs de cadrans et une instrumentation différentes, une finitions améliorées, notamment au niveau de l'assemblage et avec un traitement particulier de son revêtement pour résister aux intempéries si le propriétaire laissait la capote ouverte par temps de pluie ou de forte chaleur.

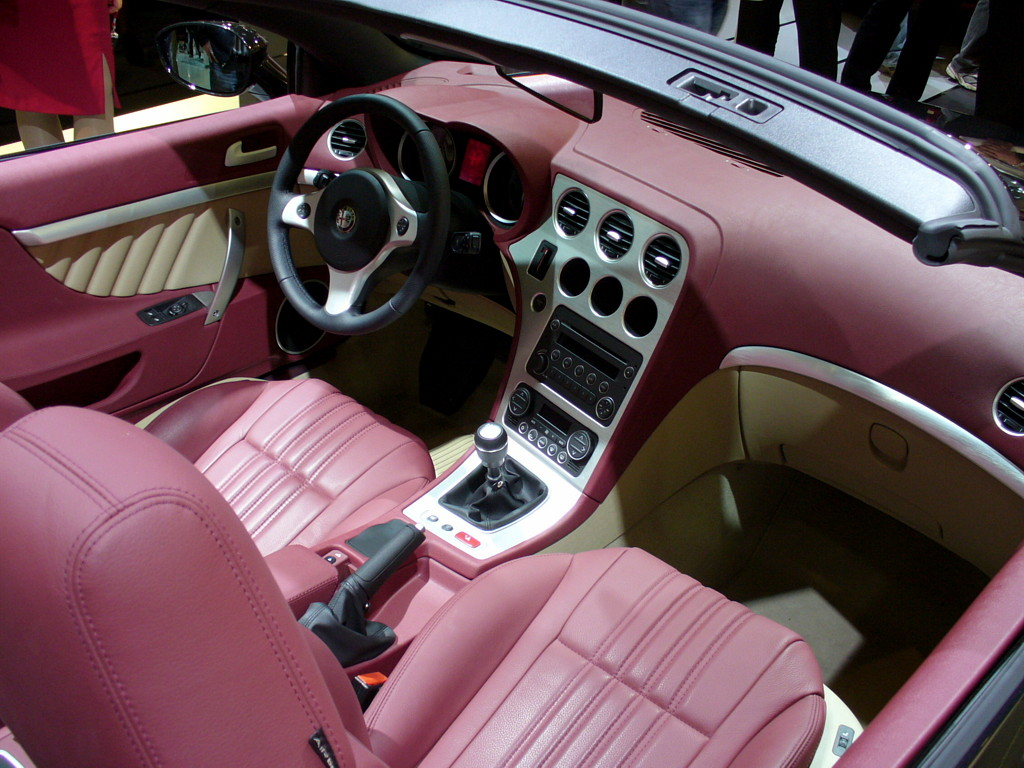
Habitacle de la Spider

### Fiabilité
Des soucis de chaîne de distribution touchent les moteurs GM (3.2 et 2.2) nécessitant un contrôle voire un remplacement tous le 80 000 km. La boîte de vitesses est peu robuste sur la version 2.2 JTS. La version diesel en 200 ch connait des casses de turbo et des avaries de vanne EGR, problèmes résolus sur la version 210 ch. Des infiltrations d'eau peuvent se produire, notamment au niveau du couvercle de capote, pouvant toucher le calculateur se trouvant en dessous.

## Production
Comme l'Alfa Romeo Brera Coupé, la Brera Spider a été fabriquée en Italie chez Pininfarina dans son usine de San Giorgio Canavese, (ville métropole de Turin), poursuivant la collaboration entre Alfa Romeo et Pininfarina en matière de voitures à toit ouvert, commencée avec la Giulietta Spider, poursuivie avec les différentes séries Duetto et GTV Spider (ZAR.916). Le dernier exemplaire a été fabriqué le 16 novembre 2010, il portait le code VIN ZAR.93900005034199.
| Version | 2005  | 2006   | 2007  | 2008  | 2009  | 2010  | Total  |
| ------- | ----- | ------ | ----- | ----- | ----- | ----- | ------ |
| Coupé   | 1 630 | 8 248  | 4 795 | 3 770 | 1 629 | 1 589 | 21 661 |
| Spider  | 0     | 2 838  | 4 535 | 2 559 | 999   | 1 432 | 12 363 |
| Total   | 1 630 | 11 086 | 9 330 | 6 329 | 2 628 | 3 021 | 34 024 |